# Otophryne robusta
Otophryne robusta és una espècie de granota que viu a la Guaiana, Veneçuela i, possiblement també, al Brasil.
Està amenaçada d'extinció per la pèrdua del seu hàbitat natural.